# Curtis Mayfield
Curtis Mayfield (Chicago, 3 juni 1942 – Roswell, Georgia, 26 december 1999) was een Amerikaans soul- en funkzanger, -liedschrijver en -gitarist. Zijn muziek werd gekenmerkt door symfonische soul met een hoge tenorstem en was van grote invloed op de Chicago soul en hiphop. Hij was een van de eerste artiesten die in zijn muziek aandacht gaf aan de rassenproblematiek en de burgerrechtenbeweging. Mayfield werd vooral bekend met de soundtrack van de blaxploitationfilm Super Fly.

## Biografie

### The Impressions
Eind jaren vijftig vormde hij samen met Jerry Butler de zanggroep The Impressions. The Impressions scoorden hits met "For Your Precious Love" en "Gypsy Woman". Nadat Butler zich losmaakte van de groep om een solocarrière te beginnen, werd Mayfield de leadzanger. Hij was tevens de gitarist en schreef veel van de liedjes. Veel van deze hits, waaronder "Keep on Pushing", "People Get Ready" en "We're a Winner", waren politieke boodschappen, die het optimisme en de trots in de Afro-Amerikaanse gemeenschap vertolkten.

### Solocarrière
In 1970 verliet Mayfield The Impressions en begon hij een solocarrière. Hij bereikte commercieel en artistiek zijn hoogtepunt met Super Fly, de soundtrack voor de gelijknamige film. Op Super Fly leverde hij commentaar op het zware leven in het getto en uitte hij kritiek op drugsmisbruik. Samen met Stevie Wonder en Marvin Gaye werd Curtis Mayfield beschouwd als een van de belangrijkste exponenten van de funky, geëngageerde soulmuziek die begin jaren zeventig ontstond.
Latere albums waren minder succesvol, maar Mayfield wist nog enkele hits te scoren gedurende de jaren zeventig en tachtig, zoals het tijdloze en wereldberoemde Move On Up. In latere nummers uitte hij nog steeds kritiek op onder andere raciale problemen en de Vietnamoorlog.

### Ongeluk
In augustus 1990 raakte hij tot aan zijn nek verlamd toen tijdens een concert in Brooklyn, New York een lichtbak op hem viel. In 1993 werd hij opgenomen in de Georgia Music Hall of Fame.
Ondanks zijn verlamming bracht hij in 1996 nog een album uit, New World Order. In 1998 moest een van zijn benen worden geamputeerd als gevolg van diabetes. In december 1999 overleed hij. Curtis Mayfield werd 57 jaar oud.

## Discografie

### Hitlijsten
| Single met eventuele hitnotering(en) in de Nederlandse Top 40 | Datum van verschijnen | Datum van binnenkomst | Hoogste positie | Aantal weken | Opmerkingen |
| ------------------------------------------------------------- | --------------------- | --------------------- | --------------- | ------------ | ----------- |
| (Don't Worry) If There's a Hell Below, We're All Going to Go  | 1970                  | 22-05-1971            | 33              | 3            |             |
| Superfly 1990                                                 | 1990                  |                       | tip9            |              | met Ice-T   |

### Elpees
- Curtis (1970) (met singles (Don't Worry) If There's a Hell Below, We're All Going to Go en Move On Up)
- Curtis/Live! (livealbum, 1971)
- Roots (1971)
- Super Fly (1972)
- Back to the World (1973)
- Curtis in Chicago (livealbum, 1973)
- Got to Find a Way (1974)
- Sweet Exorcist (1974)
- There's No Place Like America Today (1975)
- Give Get Take Have (1976)
- Never Say You Can't Survive (1977)
- Short Eyes (Sound track,1977)
- Do It All Night (1978)
- Heartbeat (1979)
- Something to Believe In (1980)
- Honesty (1983)
- We Come in Peace (1985)
- Live in Europe (livealbum, 1987)
- Take it to the Streets (1990)
- New World Order (1996)

### NPO Radio 2 Top 2000
| Nummer met noteringen in de NPO Radio 2 Top 2000 | '12  | '13  | '14  | '15  | '16  | '17  | '18  | '19  | '20  | '21  | '22  | '23  | '24  |
| ------------------------------------------------ | ---- | ---- | ---- | ---- | ---- | ---- | ---- | ---- | ---- | ---- | ---- | ---- | ---- |
| Move on up                                       | 1983 | 1015 | 1076 | 1242 | 1261 | 1249 | 1604 | 1902 | 1705 | 1708 | 1758 | 1264 | 1749 |

1. ↑  Een vetgedrukt getal geeft de hoogste notering aan.
2. ↑  2012 was het eerste jaar met een notering voor dit nummer.

- Bibsys: 2118740
- Biblioteca Nacional de España: XX875555
- Bibliothèque nationale de France: cb13897258c (data)
- CiNii: DA16634042
- Gemeinsame Normdatei: 124907555
- International Standard Name Identifier: 0000 0000 6303 7346
- Library of Congress Control Number: n83046997
- MusicBrainz: 4dca4bb2-23ba-4103-97e6-5810311db33a
- Nationale Bibliotheek van Tsjechië: js20050509005
- Nationale bibliotheek van Australië: 35336835
- Nationale Bibliotheek van Israël: 987007342375305171
- Nederlandse Thesaurus van Auteursnamen: 099825317
- SNAC: w69k6xm0
- Système universitaire de documentation: 077721284
- Trove: 916507
- Virtual International Authority File: 32184017
- WorldCat: E39PBJdGGfj4xMkPkC9mYymcfq